# 夜明ダム

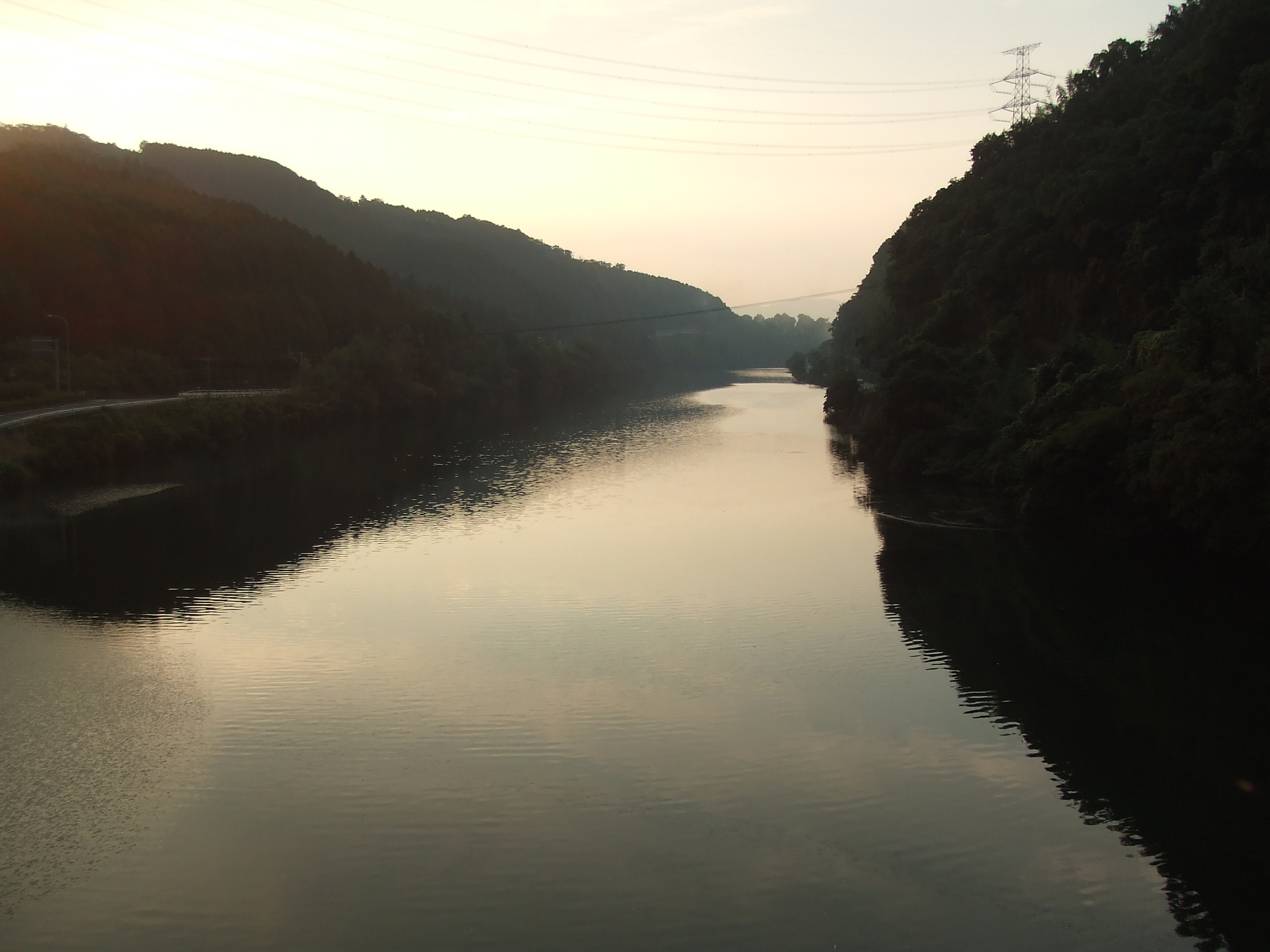
ダム湖（2007年8月）

夜明ダム（よあけダム）は、福岡県うきは市浮羽町三春地先と大分県日田市夜明地先に跨る、筑後川本川に建設された発電専用ダムである。

## 概要
筑後川水系では、1913年（大正2年）の女子畑発電所建設以来、筑後川（大山川）・玖珠川に水力発電所を建設していたが、第二次世界大戦後の拡大する電力需要を見越して、筑後川中流部の夜明地点にダム式発電所の建設を図った。1952年（昭和27年）より建設に着手し、2年という短期間で完成させた。ダムの型式は重力式コンクリートダム、高さは15.0mである。
ダムの建設された場所は、筑後川の両岸に国道386号と国道210号が並走し、大分自動車道やJR九州久大本線も近傍を通ることから、福岡県、佐賀県、長崎県と大分県を結ぶ交通の要衝である。故に山間部であるが交通量は多い。下流には保木公園があり、春には100本のサクラが咲く花見スポットである。ダム湖はカヌー等に利用されている。また、1966年（昭和41年）の大分国体ではボート競技の会場となった。
2017年（平成29年）7月5日、台風3号と発達した梅雨前線の影響により、筑後川は氾濫危険水位を超えて増水し、同日18時半ごろ、当ダムの管理所が流失した。

## 昭和28年西日本水害による決壊
ダム建設中の1953年（昭和28年）6月、梅雨前線の活発化によって筑後川流域は500mm以上の集中豪雨が降り注ぎ、流域は有史以来の大水害である昭和28年西日本水害を経験した。
ダムは建設途上で、8門あったゲートで完全に作動できたのは3門、残りは未完成であったため上げ下げができず貯水量のコントロールができない状態にあった。ダム地点は上流からの激しい濁流に洗われていたが、遂に両岸の部分から越水・溢流し遂に決壊した。ダム本体も全面決壊とは至らなかったが、設備の一部が破損・流出した。この決壊事故が下流の水害を増幅させたのではないかという指摘が多く出され、翌年福岡県と大分県は共同で「夜明ダム調査報告書」を作成したが、ダム決壊による直接的被害というよりは河川整備の不備が今回の災害を齎したとの結論になった。
近代の日本におけるダム決壊事故の例は1868年（明治元年）の入鹿池決壊事故（入鹿切れ）によって941人が死亡した例とこの夜明ダムの他三例があるが（鉱滓ダムを除く）、これ以降のダム事業に大きな影響を与えた。また、ダム建設によって江戸時代より日田～大川間を結んだ筏運は途絶し、更に1676年に田代重栄によって建設された「筑後川四大取水堰」の一つである袋野堰が水没した。